# 尤里夫卡 (柳巴爾區)
49°56′30″N 27°46′56″E / 49.94167°N 27.78222°E
尤里夫卡（烏克蘭語：Юрівка）是烏克蘭北部的村莊，隸屬日托米爾州的日托米爾區。該村面積22.448平方公里，海拔高度230米，2001年人口1,285，人口密度每平方公里57.24人。